# لارنس راجر لاملی
لارنس راجر لاملی (انگلیسی: Lawrence Roger Lumley; ۲۷ ژوئیهٔ ۱۸۹۶ – ۲۹ ژوئن ۱۹۶۹) نظامی و سیاستمدار اهل بریتانیا بود. وی برندهٔ جوایزی همچون نشان بند جوراب شده‌است.